# Duisburger Hof

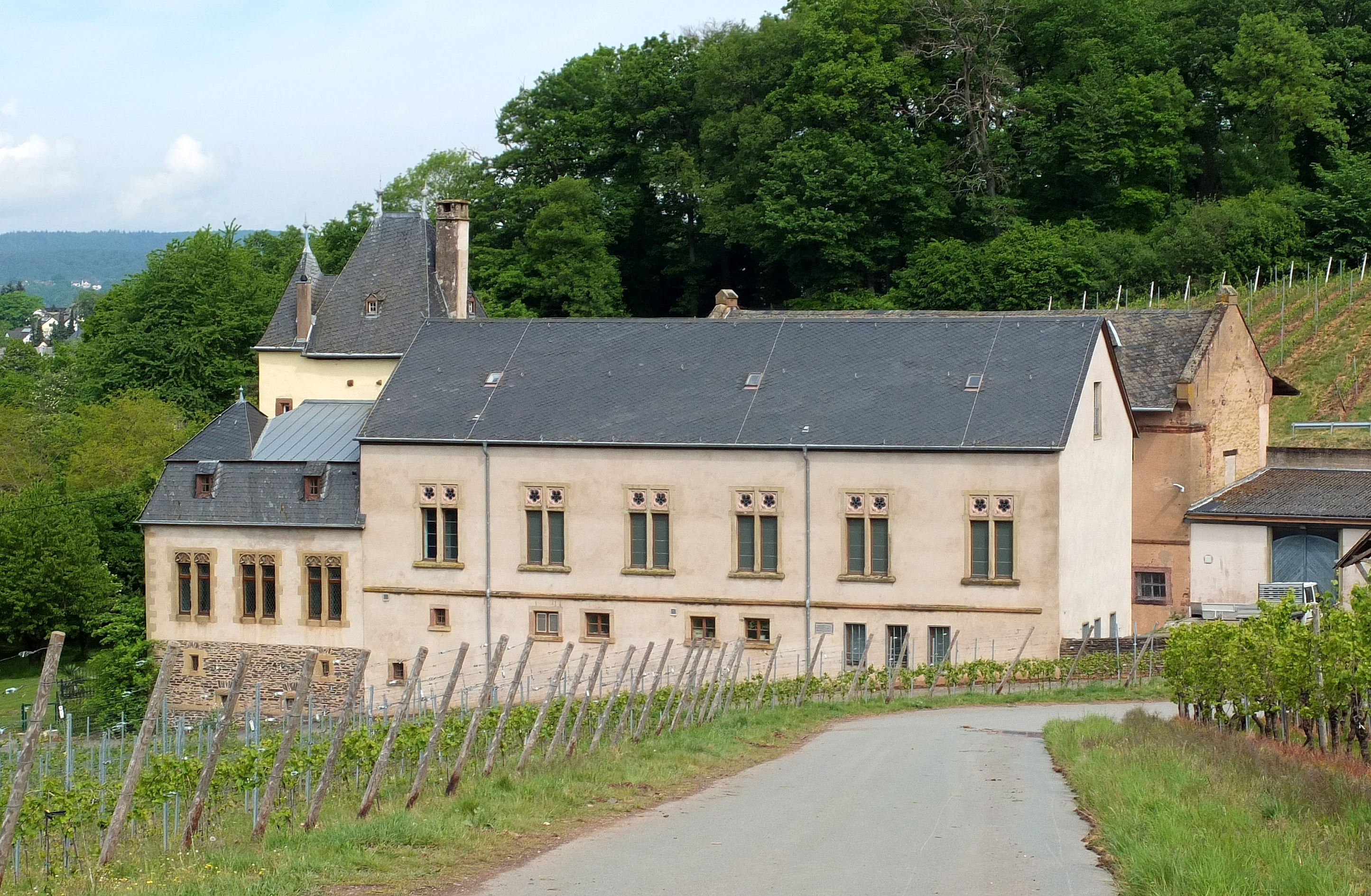
Duisburger Hof (Ansicht Süd)

Der Duisburger Hof im Ruwertal ist ein Hofgut im Trierer Stadtbezirk Eitelsbach nahe der Trierer Kreisstraße 15.
Das Anwesen stammt aus dem 14. Jahrhundert und ist ein Kulturdenkmal.
Der Duisburger Hof befand sich bis ins 16. Jahrhundert im Besitz der Familie von Schönenberg. 
Seit 1865 ist er im Besitz des Bischöflichen Konvikts Trier.

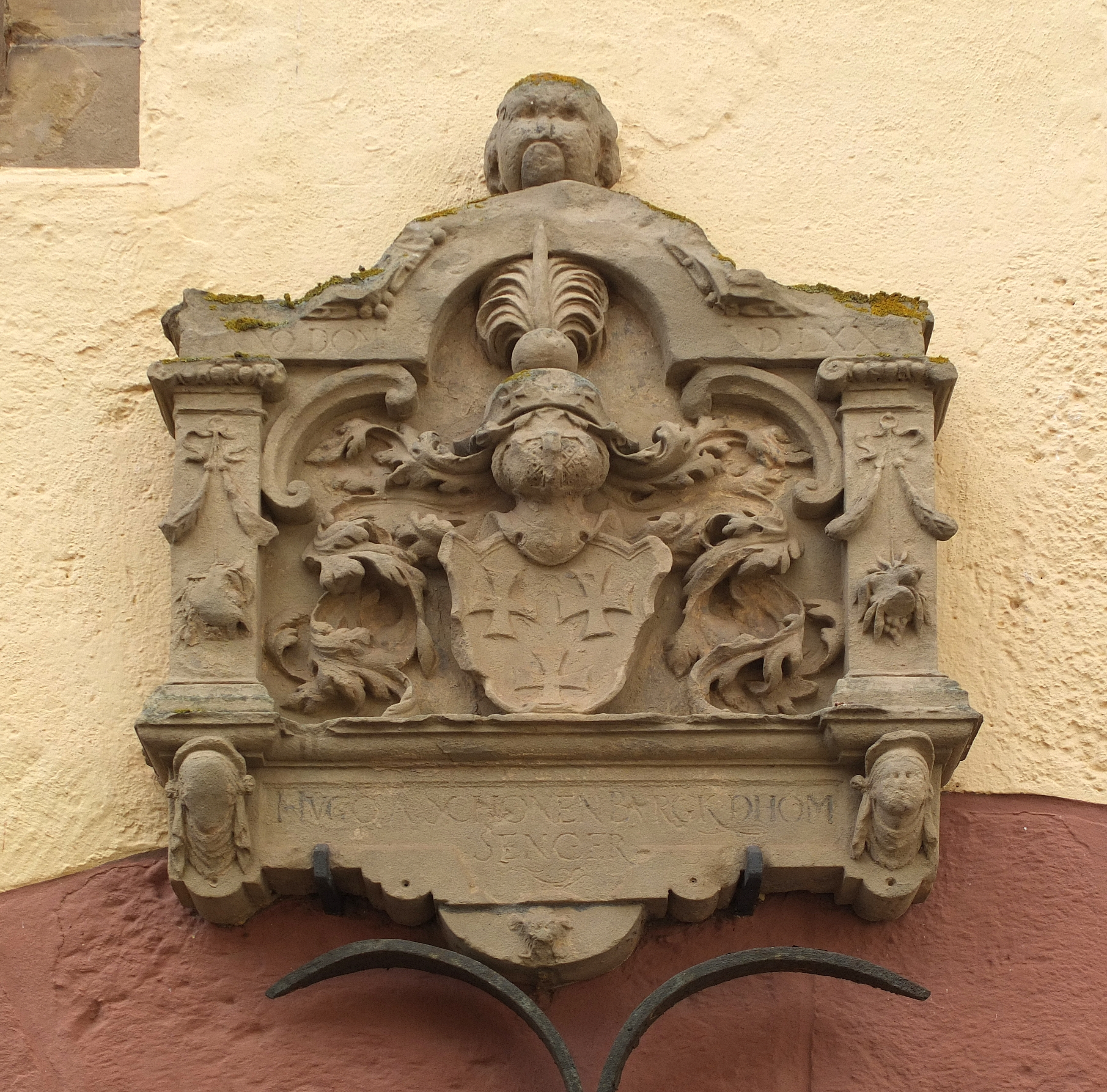
Wappen (1571) des Hugo von Schönenberg
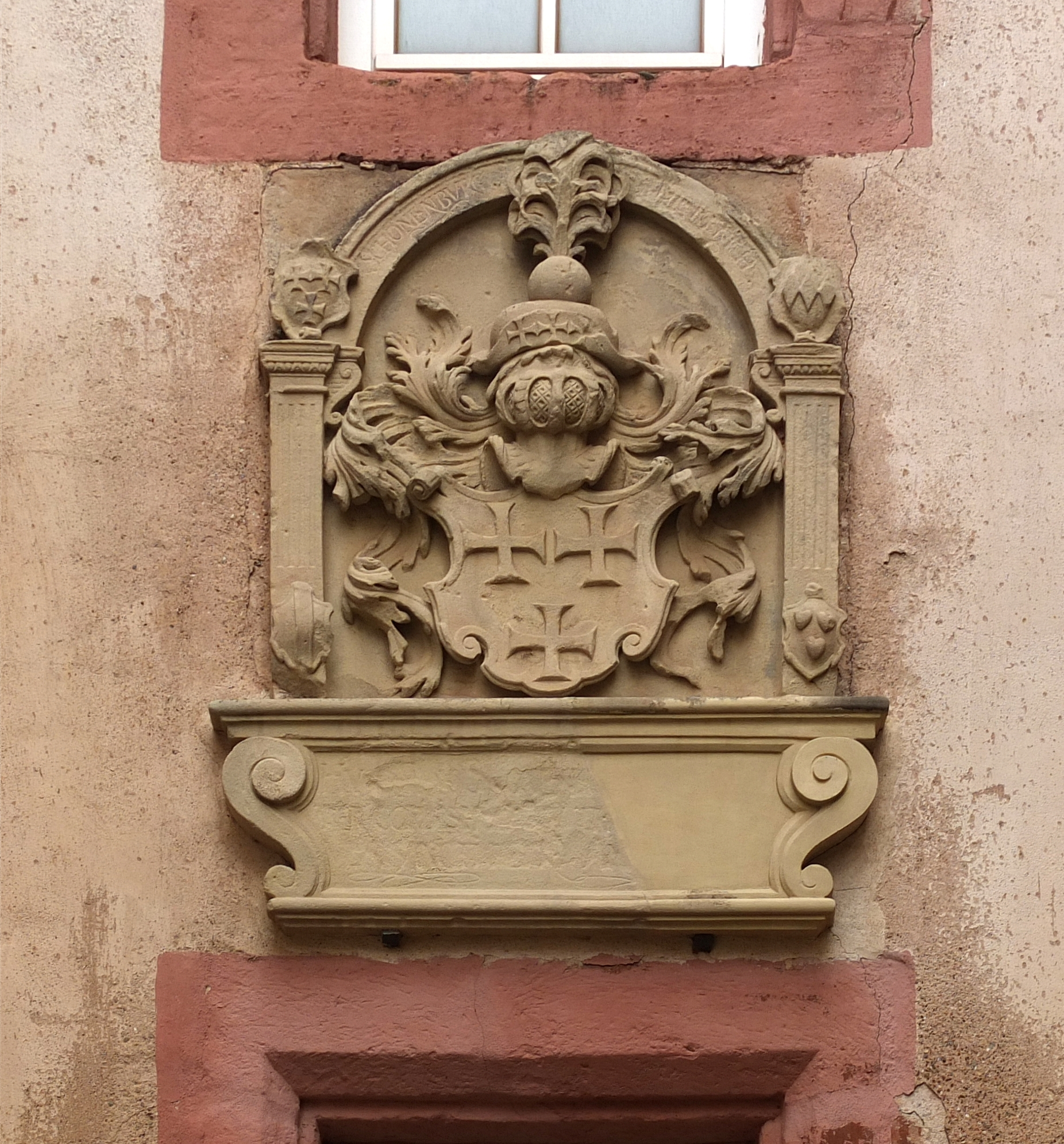
Wappen (1573) des Hugo von Schönenberg
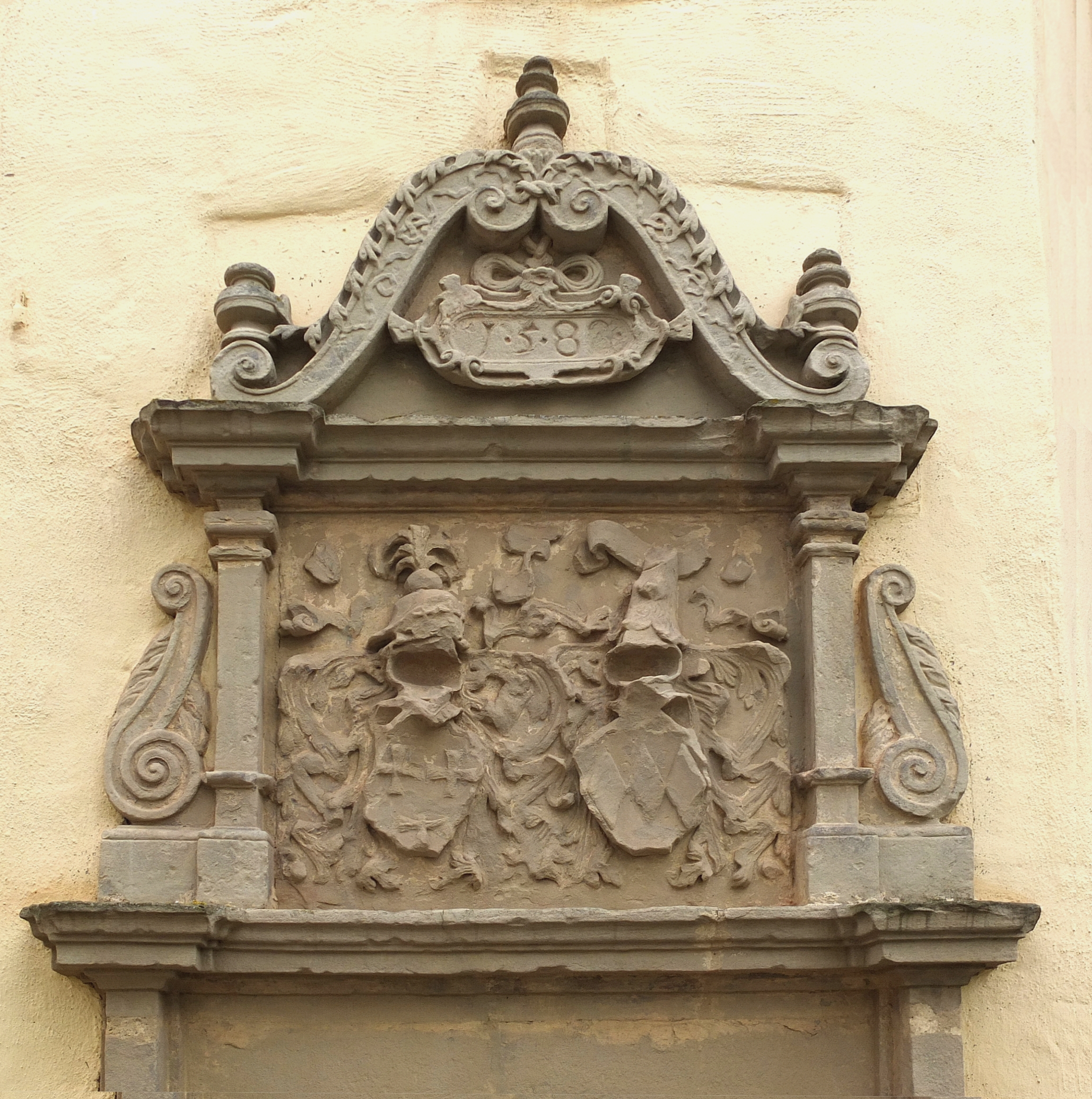
Allianzwappen (1588) von Joachim von Schönenberg und Clara von Braunsberg